# Trachysphaera gibbula
Trachysphaera gibbula är en mångfotingart som först beskrevs av Robert Latzel 1884.  Trachysphaera gibbula ingår i släktet Trachysphaera och familjen Doderiidae. Inga underarter finns listade i Catalogue of Life.